# Grande Russie (parti politique)
Ne doit pas être confondu avec Grande Russie ou Irrédentisme russe.

Drapeau de la Grande Russie.

La Grande Russie (en russe : Великая Россия, ou Velikaya Rossiya) est un parti politique russe d'extrême droite nationaliste non-enregistré,. Le parti est dirigé par l'ancien député de Rodina, Andreï Saveliyev, depuis sa création.

## Historique
Le parti a été créé en mai 2007 par l'ancien dirigeant de Rodina, Dmitri Rogozine, lors de son congrès fondateur, qui comprenait des délégués du bloc de Rodina, du Congrès des communautés russes,, ainsi que d'Alexander Potkin, le dirigeant du Mouvement contre l'immigration illégale.
Rogozine a déclaré que le parti se présenterait aux élections de 2007 à la Douma d'État. Il a estimé que le parti obtiendrait 25% des voix aux élections, et les sondages d'opinion ont suggéré que le parti avait de bonnes chances de franchir le seuil de 7% pour être représenté à la Douma d'État.
Le 24 juillet 2007, le Service fédéral d'enregistrement a refusé d'enregistrer la Grande Russie. Le secrétaire du conseil dirigeant du parti, Sergueï Pykhtine, a déclaré que le parti ferait appel de la décision ou soumettrait de nouveaux documents pour tenter d'être enregistré. En septembre 2007, l'enregistrement du parti a de nouveau été refusé.